# 乔毛
乔毛，是匈牙利绍莫吉州所辖的一个村。总面积8.43平方公里，总人口440，人口密度52.2人/平方公里（2011年1月1日）。